# Тамановичі
Тамано́вичі — село в Україні, в Яворівському районі Львівської області. Населення становить 208 осіб. Орган місцевого самоврядування - Шегинівська сільська рада.
19 вересня 1989 року до села було приєднано колишнє село Лютків з підпорядкуванням Мишлятицькій сільській раді.